# 古爾堡松市鎮
古爾堡松市鎮（丹麥語：Guldborgsund kommune）是丹麥的一個市鎮，位於西蘭島以南，包括洛蘭島東部、法爾斯特島等島嶼。屬西蘭大區。面積903.42平方公里，2009年人口63,020人。行政中心为尼克賓。
2007年1月1日由原尼克賓和另外五個市鎮合併而成。市鎮以古爾堡水道命名。